# 知床林道
知床林道（しれとこりんどう）は、北海道斜里町にある林道。北海道道93号知床公園線の起点である知床大橋から、知床半島の西海岸に沿ってルシャの海岸に至る。ただし、歴史節に述べるように、知床五湖付近から知床大橋までも含めて知床林道と通称することもあり、ここではこの通称部分について述べる。

## 概要
この林道は全線未舗装。荒廃して危険な状況になっていることから、時期によっては一般車両の通行が禁止されている。徒歩による通行が可能であるが、林道として管理されていないことやヒグマが頻出する地域であることから注意が必要である。
近年、知床大橋手前に入山口があるカムイワッカの滝を目指す観光客が増加したため、渋滞が発生することも珍しくなくなった。このため、1999年からマイカーの規制が開始され、2004年11月から夏期限定の定期バス（知床斜里駅、ウトロ温泉発着）、シャトルバス（知床自然センター発着）以外の車両の通行が禁止された。なお、2005年～2010年までは、落石防止工事実施に伴い、シャトルバスを除き全面通行止め、7月中旬から9月中旬以外はシャトルバスも運休となっていた。
2011年6月から、繁忙期と冬期通行止期間を除き、五湖ゲートからカムイワッカまでの区間は一般車両の通行が可能となっているが、繁忙期はマイカー規制によりシャトルバスのみの通行となっており、カムイワッカから知床大橋の区間は立入禁止となっている。

## 知床大橋について
長さは82mと決して長い橋ではないが、高さ60mの深い沢に架かっている。1969年に開通。トラス橋。

## 歴史
当初の林道は、現道道93号の知床五湖の手前から知床大橋を通り、ルシャの海岸に至る道であり、1962年に着工、1969年に完成した。その後、知床五湖の手前～知床大橋の間は北海道道93号知床公園線となった。

## 典拠
1. ↑  “知床財団の歴史”.   知床財団. 2022年5月16日閲覧。
2. ↑  知床方面 交通情報 （Transportation Facilities Information) - ウェイバックマシン（2005年4月19日アーカイブ分）
3. ↑  http://www.town.shari.hokkaido.jp/shiretoko/traffic/ カムイワッカ方面へはシャトルバスで！
4. ↑  “「道道知床公園線の通行の取り扱い」について”.   オホーツク総合振興局. 2022年5月16日閲覧。
5. ↑  2006 年度第２回オホーツク実学市民公開講座・p92 (PDF)